# 唇印
《唇印》是鄺美雲的第二十三張大碟，第五張國語專輯，於1993年11月17日推出，是她完全投入台灣市場後製作的第三張大碟，專輯的第一主打歌是《唇印》，第二主打歌則為《曾經愛過》。

## 曲目
| 曲序 | 曲名             | 曲     | 詞      | 編曲          | 附註     |
| 01   | 唇印             | 梁文福 | 劉秀美  | 鍾興民 徐德昌 | 第一主打 |
| 02   | 用一生愛你夠不夠 | 吳旭文 | Micheal | 王繼康        |          |
| 03   | 温柔女人香       | 林東松 | 何厚華  | 王繼康        |          |
| 04   | 雪花             | 徐禹   | 施人誠  | 屠穎          |          |
| 05   | 自私的心         | 林東松 | 謝明訓  | 洪敬堯 徐德昌 |          |
| 06   | 曾經愛過         | 周治平 | 何厚華  | 王繼康        | 第二主打 |
| 07   | 多情如我         | 徐禹   | 余致明  | 洪敬堯 徐德昌 |          |
| 08   | 可不可以         | 蔡議樟 | 蔡議樟  | 鍾興民 徐德昌 |          |
| 09   | 不能不愛不想你   | 林東松 | 謝明訓  | 王繼康        |          |
| 10   | 温柔的懇求       | 徐禹   |         | 洪敬堯        |          |

## 唱片版本
- CD版
- 錄音帶版